# Der Prozeß (1993)
Der Prozeß ist ein britisches Filmdrama aus dem Jahr 1993. Die Literaturverfilmung basiert auf dem gleichnamigen Romanfragment von Franz Kafka. In den Hauptrollen agieren Kyle MacLachlan, Anthony Hopkins, Jason Robards sowie Juliet Stevenson und Polly Walker.

## Handlung
Als der Bankangestellte Josef K. eines Morgens erwacht, muss er erschrocken feststellen, dass er angeklagt wurde. Niemand will ihm den Grund der Anklage oder nähere Details erzählen. Vielmehr versichert man ihm, dass alles nun seinen Gang nehme und er sein Leben bis dahin unter der Aufsicht von Babensteiner, Kullich und Kaminer weiterführen dürfe. Auf der Arbeit erfährt Josef K., dass eine erste Anhörung für den nächsten Sonntag in der Juliusstraße 48 angesetzt wurde, wobei er sich selbst einen Tag früher aufmacht, um den Ort aufzusuchen. Mit der Ausrede, einen Klempner zu suchen, fällt er durch Zufall in einen großen Saal, wo sein Fall bereits verhandelt wird. Er selbst ergreift das Wort und beschwert sich darüber, von degenerativen, arroganten, ignoranten und korrupten Männern arretiert worden zu sein. Dabei greift er auch die Würde des Gesetzes an, was aber scheinbar niemanden wirklich interessiert. Als er am nächsten Tag erscheint, ist der Saal leer und die vermeintlichen Gesetzesbücher entpuppen sich als obszöne Erotika. Mit dem Gerichtsdiener geht er anschließend direkt zum Gericht, wobei man ihn unterwegs für einen Angeklagten hält. Das macht Josef so wütend, dass er schließlich rausgeschmissen wird.
Nachdem die Männer, die ihm die Anklage überbrachten, für ihr schlechtes Verhalten Josef gegenüber bestraft wurden, erhält Josef Besuch von seinem Onkel Albert. Er ist verärgert, dass sein Neffe angeklagt ist, sodass er mit ihm den Anwalt Dr. Huld besucht. Obwohl dieser sofort dessen Fall annehmen will, ist Josef weniger an dessen Verteidigung als an dessen schönem Zimmermädchen Leni interessiert. Sie empfiehlt ihm, ein volles Geständnis abzulegen, um freizukommen, wobei sie ihn auch gleich verführt und mit ihm schläft. Später erklärt Dr. Huld, dass er genügend Zeugen für Josefs Fall auftreiben konnte, die für ihn aussagen würden. Josef aber will keine fremde Verteidigung vor Gericht. Er will sich selbst stellen. Dazu nutzt er Lebus Angebot, ihn an den Gerichtsmaler Tittorelli zu vermitteln. Über die Jahre sammelte dieser so viel Erfahrung, um zu wissen, wie man einen Fall so manipulieren kann, dass er nie verhandelt, wenn nicht gar vergessen wird. Seinem drohenden Schicksal könnte er somit vielleicht entgehen. Doch Josef will darauf nicht eingehen. Vielmehr will er den Fall so schnell wie möglich beendet wissen. Aber auch Dr. Huld erklärt ihm später am Beispiel seines Klienten Bloch, dass sich Verhandlungen über Jahre hinweg verzögern können. Josef sei viel zu arrogant, wurde viel zu gut behandelt und sollte unbedingt Schlechteres erleben, damit er endlich verstünde, wie ernst seine Situation sei.
Etwas später erhält Josef von Herrn Deimen, einem Angestellten seiner Bank, einen Anruf. Er solle den Vorsitzenden der italienischen Firma Satari auf einer Kultur- und Museumstour durch die Stadt führen. Dazu solle er Herrn Rossi um 10 Uhr an der Kathedrale treffen. Als er diesen allerdings nicht antrifft, geht er von sich aus in die Kathedrale und lernt mit dem Priester einen Gefängniskaplan kennen. Der versucht ihm mit dem Gleichnis der Parabel Vor dem Gesetz seine Situation zu erklären. Doch Josef versteht es nicht und kehrt heim. Von zwei Männern wird er dort abgeholt. Sie bringen ihn zu einem Steinbruch, wo er sich entkleidet und erstechen lässt.

## Hintergrund
Der Film feierte seine Weltpremiere, als er am 13. Mai 1993 in die deutschen Kinos kam. Nachdem er ab dem 18. Juni 1993 in Großbritannien im Kino gezeigt worden war, war sein US-amerikanischer Kinostart im April 1994, wobei er dort lediglich knapp 120.000 US-Dollar einspielte. In deutscher Sprache wurde der Film bisher weder als VHS noch als DVD oder Blu-ray Disc veröffentlicht.

## Kritik
Der renommierte Filmkritiker Roger Ebert verglich den Film in der Chicago Sun-Times mit Der Prozeß von Orson Welles, wobei er befand, dass er dem Vergleich nicht standhalten könne. So beklagte er einen „Mangel an Wut und Angst“. Auch sei Perkins „viel besser“ in der Rolle des „schreckhaften, nervösen“ Josef K. als MacLachlan, der seine Figur als „aufrechten, zurückhaltenden, logischen Mann“ zeige.
Zwei von vier Sternen gab der renommierte Filmkritiker James Berardinelli diesem „visuell beeindruckenden Film“. „Bemerkenswert“ seien auch die Nebendarsteller. Allein MacLachlan, der seine Figur mit „eisiger Distanz“ verkörpere, mache es „schwierig, wenn nicht gar unmöglich“, sich mit der Hauptfigur zu identifizieren. „Grundsätzlich“ bleibe der Film allerdings unbefriedigend, denn ihm „fehle die Energie“ und er wirke wie ein „pedantischer, stumpfer, zweistündiger Albtraum“.
Janet Maslin schrieb in der New York Times, dass dieser mit der „geeigneten Kaltblütigkeit inszenierte“ Film ein „ruhiges, reichhaltiges“ Bild der Geschichte zeige. Allerdings konzentriere sich der Film zu stark auf die Handlung, sodass er zwar als „politische, religiöse oder psychologische Allegorie gelesen werden kann“, aber auch zu einer „Reihe von abrupten, unzusammenhängenden Episoden“ verkomme.
Das Lexikon des internationalen Films schreibt: „Ein neuer Versuch, einen der größten Klassiker der modernen Literatur, Kafkas "Der Prozeß", für die Leinwand zu adaptieren, scheitert vor allem an der sklavischen Nähe des Drehbuchs zur Romanvorlage und einer uninspirierten Regie, die zwischen den Zeilen keine eigenen Bild-Visionen findet. Auch in der Darstellung der Hauptrolle nicht durchgehend überzeugend. Der Film entwickelt lediglich Qualitäten in seiner gediegenen Machart, die aber mehr einer einengenden Fernsehdramaturgie als der großen Kinoleinwand verpflichtet ist und sich nie ganz von ihrem bildungsbürgerlichen Touch befreit.“